# Glaskogen
Glaskogen ist ein Naturreservat im Westen der schwedischen Provinz Värmland. Das Gebiet ist fast 29.000 Hektar groß (davon etwa 6.400 Hektar Wasserflächen) groß und liegt im Grenzgebiet zwischen den Gemeinden Arvika, Eda, Säffle und Årjäng.

## Geschichte
Am 28. Oktober 1970 erklärte die Provinzialregierung den Glaskogen zum Naturreservat. Die dazugehörige Stiftung, die für die Instandhaltung und Entwicklung des Reservats zuständig ist, wurde im Jahr 1972 von den dazugehörenden oben genannten Gemeinden gegründet.

## Tier- und Pflanzenwelt
Das Reservat ist überwiegend mit Nadelwald bewaldet, es gibt jedoch auch fast 80 größere und kleinere Seen, der größte ist der Stora Gla mit einer Fläche von ca. 32 Quadratkilometern. Im Glaskogen leben neben Elchen und Dachsen auch zahlreiche für Schweden eher seltene Tierarten wie Wölfe und Luchse.

## Aktivitäten
Das trotz seiner Naturbelassenheit touristisch gut erschlossene Gebiet bietet über 300 km beschilderte Wanderwege sowie die Möglichkeit für Kanutouren. Es gibt sowohl für Wanderer wie auch für Paddler an diversen Stellen im Wald primitive Übernachtungsmöglichkeiten mit offenen Holzhütten, Feuerstellen und Plumpsklos.
Das Dorf Lenungshammar, das mitten im Naturreservat liegt, bietet zudem einen Campingplatz, einen Supermarkt und einen Kanuverleih.
Für einen Aufenthalt im Glaskogen muss man eine Besucherkarte erwerben, deren Erlös zur Pflege und Instandhaltung des Reservats dient.